# Qatar op de Olympische Zomerspelen 2000
Qatar nam deel aan de Olympische Zomerspelen 2000 in Sydney, Australië.

## Medailleoverzicht
| Sport         | Olympiër        | Onderdeel  | Medaille |
| ------------- | --------------- | ---------- | -------- |
| Gewichtheffen | Said Saif Asaad | -105kg (m) | Brons    |

## Deelnemers en resultaten

### Atletiek
| Olympiër                                                                   | Discipline             | Resultaat | Prestatie                                          |
| -------------------------------------------------------------------------- | ---------------------- | --------- | -------------------------------------------------- |
| Salaheddine Bakar Al-Safi                                                  | 400m (m)               | 37e       | serie 5: 5de in 46,16                              |
| Ibrahim Ismail                                                             | 400m (m)               | 28e       | serie 8: 3de in 45,48 kwartfinale 4: 8ste in 45,96 |
| Abdou Ibrahim Youssef                                                      | 800m (m)               | 56e       | serie 5: 6de in 1.53,23                            |
| Ahmed Ibrahim Warsama                                                      | 5000m (m)              | 29e       | serie 1: 14de in 14.00,30                          |
| Mohamed Suleimanl                                                          | 5000m (m)              | 14e       | serie 2: 6de in 13.30,12 finale: 14de in 13.45,10  |
| Khamis Abdullah Seifeddine                                                 | 3000m steeplechase (m) | 10e       | serie 2: 3de in 8.23,94 finale: 10de in 8.30,89    |
| Ibrahim Ismail Muftah Mubarak Al-Nubi Salaheddine Safi Bakar Ahmed Al-Imam | 4x400m (m)             | 37e       | serie 2: gediskwalificeerd                         |
| Rashid Jamal                                                               | marathon (m)           | DNF       | niet gefinisht                                     |
| Abdul Rahman Al-Nubi                                                       | verspringen (m)        | DNF       | kwalificatie groep A: geen geldige poging          |
| Bilal Saad Mubarak                                                         | kogelstoten (m)        | 34e       | kwalificatie groep B: 16de met 18,30m              |
| Rashid Al-Dosari                                                           | discuswerpen (m)       | 39e       | kwalificatie groep B: 20ste met 54,47m             |

### Gewichtheffen
| Olympiër        | Discipline | Resultaat | Prestatie                                                  |
| --------------- | ---------- | --------- | ---------------------------------------------------------- |
| Said Saif Asaad | -105kg (m) | Brons     | trekken: 3de met 190kg stoten: 3de met 230kg totaal: 420kg |
| Jaber Salem     | +105kg (m) | 4e        | trekken: 3de met 205kg stoten: 5de met 255kg totaal: 460kg |

### Schietsport
| Olympiër         | Discipline | Resultaat | Prestatie                                                                    |
| ---------------- | ---------- | --------- | ---------------------------------------------------------------------------- |
| Nasser Al-Attiya | skeet (m)  | 6e        | kwalificatie: 6de met 122 punten (24-25-25-24-24) finale: 6de met 145 punten |

### Tafeltennis
| Olympiër         | Discipline    | Resultaat | Prestatie                                            |
| ---------------- | ------------- | --------- | ---------------------------------------------------- |
| Hamad Al-Hammadi | enkelspel (m) | 49e       | groep M: 3de V van GER Boll: 0-3 V van ARG Song: 1-3 |

### Zwemmen
| Olympiër   | Discipline         | Resultaat | Prestatie              |
| ---------- | ------------------ | --------- | ---------------------- |
| Wael Saeed | 50m vrije slag (m) | 61e       | serie 1: 1ste in 25,43 |

Albanië · Algerije · Amerikaanse Maagdeneilanden · Amerikaans-Samoa · Andorra · Angola · Antigua en Barbuda · Argentinië · Armenië · Aruba · Australië · Azerbeidzjan · Bahama's · Bahrein · Bangladesh · Barbados · België · Belize · Benin · Bermuda · Bhutan · Bolivia · Bosnië en Herzegovina · Botswana · Brazilië · Britse Maagdeneilanden · Brunei · Bulgarije · Burkina Faso · Burundi · Cambodja · Canada · Centraal-Afrikaanse Republiek · Chili · China · Chinees Taipei · Colombia · Comoren · Congo-Brazzaville · Congo-Kinshasa · Cookeilanden · Costa Rica · Cuba · Cyprus · Denemarken · Djibouti · Dominica · Dominicaanse Republiek · Duitsland · Ecuador · Egypte · El Salvador · Equatoriaal-Guinea · Eritrea · Estland · Ethiopië · Fiji · Filipijnen · Finland · Frankrijk · Gabon · Gambia · Georgië · Ghana · Grenada · Griekenland · Groot-Brittannië · Guam · Guatemala · Guinee · Guinee‑Bissau · Guyana · Haïti · Honduras · Hongarije · Hongkong · Ierland · IJsland · India · Indonesië · Irak · Iran · Israël · Italië · Ivoorkust · Jamaica · Japan · Jemen · Joegoslavië · Jordanië · Kaaimaneilanden · Kaapverdië · Kameroen · Kazachstan · Kenia · Kirgizië · Koeweit · Kroatië · Laos · Lesotho · Letland · Libanon · Liberia · Libië · Liechtenstein · Litouwen · Luxemburg · Macedonië · Madagaskar · Malawi · Malediven · Maleisië · Mali · Malta · Marokko · Mauritanië · Mauritius · Mexico · Micronesië · Moldavië · Monaco · Mongolië · Mozambique · Myanmar · Namibië · Nauru · Nederland · Nederlandse Antillen · Nepal · Nicaragua · Nieuw-Zeeland · Niger · Nigeria · Noord-Korea · Noorwegen · Oeganda · Oekraïne · Oezbekistan · Oman · Oostenrijk · Pakistan · Palau · Palestina · Panama · Papoea-Nieuw-Guinea · Paraguay · Peru · Polen · Portugal · Puerto Rico · Qatar · Roemenië · Rusland · Rwanda · Saint Kitts en Nevis · Saint Lucia · Saint Vincent en Grenadines · Salomonseilanden · Samoa · San Marino ·  Sao Tomé en Principe · Saoedi-Arabië · Senegal · Seychellen · Sierra Leone · Singapore · Slovenië · Slowakije · Soedan · Somalië · Spanje · Sri Lanka · Suriname · Swaziland · Syrië · Tadzjikistan · Tanzania · Thailand · Togo · Tonga · Trinidad en Tobago · Tsjaad · Tsjechië · Tunesië · Turkije · Turkmenistan · Uruguay · Vanuatu · Venezuela · Verenigde Arabische Emiraten · Verenigde Staten · Vietnam · Wit-Rusland · Zambia · Zimbabwe · Zuid-Afrika · Zuid-Korea · Zweden · Zwitserland · Individuele olympische atleten